# جنیفر کاپریاتی
 جنیفر کاپریاتی (انگلیسی: Jennifer Capriati؛ زاده ۲۹ مارس ۱۹۷۶) یک تنیس‌باز اهل ایالات متحده آمریکا است.